# Associação Black Bulls
L' Associação Black Bulls, est un club mozambicain de football fondé en 2017, et basé dans la ville de Maputo.

## Histoire
Le club est fondé en 2017 en partenariat avec le FC Porto, sous la direction de l'entraîneur portugais Hélder Duarte le club est promu en 2020 en première division. Les Black Bulls devront attendre 2021 pour commencer leur aventure dans l'élite, car la saison 2020 est annulée en raison de la pandémie de Covid-19. La première saison du club en première division est une réussite avec un titre de champion à la clé.
Après la conquête de ce titre Hélder Duarte quitte le club pour rejoindre le FC Famalicão.

## Palmarès
| Compétitions nationales |
| --- |
| - Championnat du Mozambique (2) : - Champion : 2021 et 2024 - Coupe du Mozambique (1) : - Vainqueur : 2024 - Supercoupe du Mozambique (2) : - Vainqueur : 2022 et 2024 |